# Andreas Lippert
Andreas Lippert (* 21. April 1942 in Wien) ist ein österreichischer Prähistoriker.

## Biografie
Andreas Lippert ist der Sohn des Architekten Georg Lippert (1908–1992). Er studierte von 1960 bis 1967 Ur- und Frühgeschichte sowie Wirtschafts- und Sozialgeschichte in Edinburgh, Bonn und Wien. 1964 erhielt er an der Sommeruniversität Perugia das Diplom für Etruskologie. An der Universität Wien wurde er 1967 mit der Dissertation Das awarenzeitliche Gräberfeld von Zwölfaxing in Niederösterreich zum Dr. phil. promoviert. 1967 arbeitete er in der Prähistorischen Abteilung des Naturhistorischen Museums Wien und war daran beteiligt, dessen Schausammlung neu aufzustellen.
1968 wechselte Lippert an die Universität Innsbruck und war dort bis 1976 als Assistent beschäftigt. 1973 habilitierte er mit dem Thema „Beiträge zur Kenntnis der späten Hallstattkultur in Osttirol und Kärnten vor Einwirken der Latènekultur“ und erhielt die Lehrberechtigung in dem Fach „Ur- und Frühgeschichte des Menschen“. Zum außerordentlichen Professor für Ur- und Frühgeschichte wurde Lippert 1976 ernannt, ab 1988 leitete er die Abteilung für Vor- und Frühgeschichte des Alpenraums. Zwischenzeitlich übernahm er Gastprofessuren am Institut für Geschichte der Universität Salzburg. In seiner Zeit an der Universität Innsbruck leitete er zusammen mit Karl Kromer von 1974 bis 1978 im Iran die jährlichen österreichischen Ausgrabungen nach einer eisenzeitlichen Zitadelle am Kordlar Tepe.
Nach Wien kehrte Lippert 1992 zurück, als er den Ruf als Ordentlicher Professor am Institut für Ur- und Frühgeschichte der Universität Wien erhielt.

## Forschung
Lippert erforschte Siedlungsplätze und Nekropolen der Bronze- und Eisenzeit in Tirol, Salzburg und Niederösterreich. Er betrieb 1975 bis 1996 landschaftsarchäologische Forschungen an Fundplätzen von Siedlungen, Gräberfeldern, Bergbauspuren und frühen Kirchen im Bischofshofener Becken im Pongau. 1991/1992 unternahm er Nachgrabungen am „Ötzi“-Fundort in den Ötztaler Alpen. Siedlungsarchäologische Forschungen führte er im Tal der Raab in der Oststeiermark und an der unteren Mur im Bezirk Radkersburg von 1999 bis 2009 durch.

## Schriften
- Das awarenzeitliche Gräberfeld von Zwölfaxing in Niederösterreich (= Prähistorische Forschungen. Band 7). Anthropologische Gesellschaft, Wien 1969.
- Das Gräberfeld von Welzelach (Osttirol). Eine Bergwerksnekropole der späten Hallstattzeit (= Antiquitas. Reihe 3: Abhandlungen zur Vor- und Frühgeschichte, zur klassischen und provinzialrömischen Archäologie und zur Geschichte des Altertums. Band 12). Habelt, Bonn 1972, ISBN 3-7749-1164-9.
- Die österreichischen Grabungen am Kordlar-Tepe in Persisch-Westaserbeidschan (1971–1978). In: Archäologische Mitteilungen aus Iran. Band 12, 1979, S. 103–137
- Ausgrabungen am Kordlar-Tepe (Persisch-Westaserbeidschand). In: Archiv für Orientforschung. Band 29/30, 1983/1984, S. 298 ff.
- mit Falko Daim: Das awarische Gräberfeld von Sommerein am Leithagebirge, NÖ (= Denkschriften der Philosophisch-Historischen Klasse der Österreichischen Akademie der Wissenschaften. Band 170; = Studien zur Ur- und Frühgeschichte des Donau- und Ostalpenraumes. Band 2; = Studien zur Archäologie der Awaren. Band 1). Verlag der Österreichischen Akademie der Wissenschaften, Wien 1984, ISBN 3-7001-0626-2.
- als Herausgeber: Reclams Archäologieführer Österreich und Südtirol. Denkmäler und Museen der Urgeschichte, der Römerzeit und des frühen Mittelalters (= Reclams Universal-Bibliothek. Band 10333). Reclam, Stuttgart 1985, ISBN 3-15-010333-9.
- Der Götschenberg bei Bischofshofen. Eine ur- und frühgeschichtliche Höhensiedlung im Salzachpongau (= Mitteilungen der Prähistorischen Kommission der Österreichischen Akademie der Wissenschaften. Band 27). Hauptband und Beilagenband, Verlag der Österreichischen Akademie der Wissenschaften, Wien 1992, ISBN 3-7001-1967-4.
- mit Lawrence Barfield und Ebba Koller: Der Zeuge aus dem Gletscher. Das Rätsel der frühen Alpen-Europäer. Ueberreuter, Wien 1992, ISBN 3-8000-3478-6.
- mit Peter Stadler: Das spätbronze- und früheisenzeitliche Gräberfeld von Bischofshofen-Pestfriedhof (= Universitätsforschungen zur prähistorischen Archäologie. Band 168). 2 Teilbände, Habelt, Bonn 2009, ISBN 978-3-7749-3576-1.
- Die zweischaligen ostalpinen Kammhelme und verwandte Helmformen der späten Bronze- und frühen Eisenzeit (= Archäologie in Salzburg. Band 6). Salzburg Museum, Salzburg 2011, ISBN 978-3-900088-43-9.
- Wirtschaft und Handel in den Alpen. Von Ötzi bis zu den Kelten (= Archäologie in Deutschland. Sonderheft 2/2013). Theiss, Stuttgart 2012, ISBN 978-3-8062-2586-0.
- mit Christian Zindel, Bashkim Lahi, Machiel Kiel: Albanien. Ein Archäologie- und Kunstführer von der Steinzeit bis ins 19. Jahrhundert. Böhlau, Wien 2018, ISBN 978-3-205-20723-8.
- Ursprung und Gegenwart. Interdisziplinäre Gespräche über die Natur des Menschen (= Am Zügel der Evolution. Band 12). VWB-Verlag, Berlin 2019, ISBN 978-3-86135-589-2.
- mit Joachim Matzinger: Die Illyrer. Geschichte, Archäologie und Sprache. Kohlhammer, Stuttgart 2022, ISBN 978-3-17-037709-7 (englische Übersetzung 2023).
- Moritz Hoernes. Der Wiener Pionier der Urgeschichtsforschung. Springer VS, Wiesbaden 2024, ISBN 978-3-658-43558-5.